# 2689 Bruxelles
2689 Bruxelles (1935 CF) là một tiểu hành tinh vành đai chính được phát hiện ngày 3 tháng 2 năm 1935 bởi Arend, S. ở Uccle.